# Покатаева, Нина Ивановна
Нина Ивановна Покатаева (1924 год, село Золотуха — 2003 год) — свинарка совхоза «Красный Казахстан» Бородулихинского района Семипалатинской области, Казахская ССР. Герой Социалистического Труда (1966).
Родилась в 1924 году в крестьянской семье в селе Золотуха. С 1938 года работала свинаркой на свиноферме колхоза «Красный Казахстан» Бородулихинского района. За достигнутые успехи в развитии животноводства, увеличении производства и заготовок мяса, молока, яиц, шерсти и другой продукции удостоена звания Героя Социалистического Труда указом Президиума Верховного Совета СССР от 22 марта 1966 года c вручением ордена Ленина и золотой медали «Серп и Молот».
Избиралась делегатом XXII съезда КПСС.
Скончалась в 2003 году.